# Fredric Lundqvist
Fredric Lundqvist (* 3. August 1976 in Luleå) ist ein ehemaliger schwedischer Fußballspieler.

## Laufbahn
Lundqvist begann mit dem Fußballspielen bei Gammelstads IF. 1994 ging er zu Lira Luleå BK. Nach nur einer Spielzeit wechselte er zum Zweitligisten IFK Luleå. 1999 kehrte er für eine Spielzeit zu Lira Luleå BK zurück, ehe er ab 2000 für GIF Sundsvall in der Allsvenskan unter Vertrag stand. Nachdem der Klub in der Spielzeit 2005 nur einen Abstiegsplatz belegt hatte, verließ Lundqvist den Klub und ging zu Viking FK nach Norwegen.
Am 18. Februar 2003 debütierte Lundqvist im Rahmen des King’s Cup beim 1:1-Unentschieden gegen die nordkoreanische Nationalmannschaft im Jersey der schwedischen Nationalmannschaft. Im Laufe des Jahres kam er zu drei weiteren Einsätzen. Anschließend dauerte es knapp zwei Jahre, ehe er wieder für die Landesauswahl auflaufen durfte: Am 26. Januar 2005 bestritt er beim 0:0-Unentschieden gegen Mexiko sein fünftes Länderspiel.
2008 beendete Lundqvist seine aktive Karriere.
| Personendaten    | Personendaten               |
| ---------------- | --------------------------- |
| NAME             | Lundqvist, Fredric          |
| KURZBESCHREIBUNG | schwedischer Fußballspieler |
| GEBURTSDATUM     | 3. August 1976              |
| GEBURTSORT       | Luleå                       |